# 圣马丁 (莱茵兰-普法尔茨州)
圣马丁是德国莱茵兰-普法尔茨州的一个市镇。总面积11.20平方公里，总人口1817人，其中男性896人，女性921人（2011年12月31日），人口密度162人/平方公里。